# Sågen, Österhaninge distrikt
Sågen är ett bostadsområde i Vendelsö i Haninge kommun på Södertörn i Stockholms län. 
Sågen består främst av flerbostadshus byggda mellan 1950 och 1975, men det finns även villa- och radhusområden. I Sågens centrala del finns bland annat en matbutik och en restaurang. Vårdcentral, äldreboende och skola ligger i det anslutande Hagaområdet. Där ligger också Vendelsö kyrka.